# Operación Uvas de la Ira

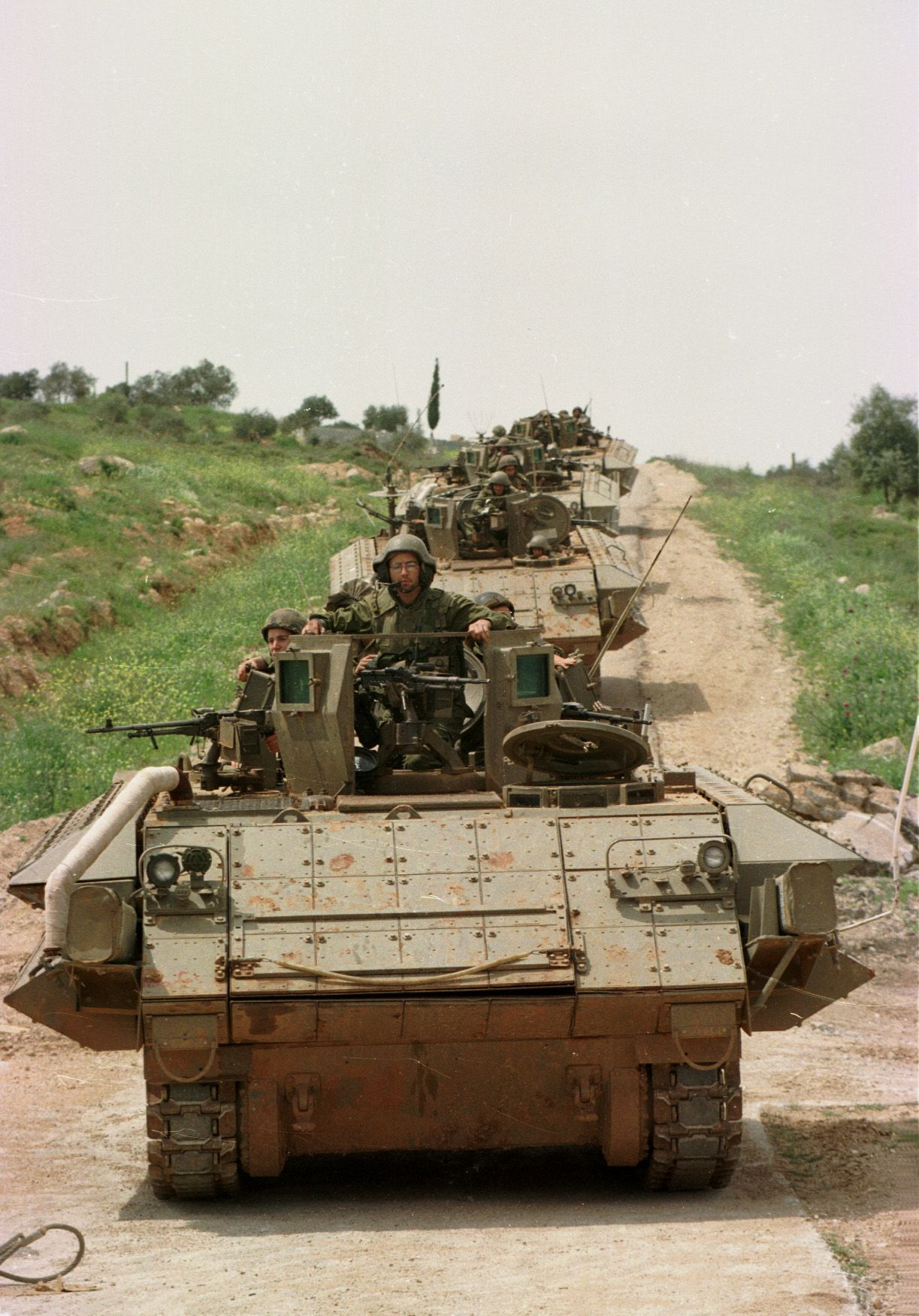
Las Fuerzas de Defensa de Israel movilizaron un considerable contingente militar en caso de que el enfrentamiento se volviera fuera de control. En la foto, un blindado israelí de camino a la frontera norte.

La operación Uvas de la Ira es el nombre en clave utilizado por las Fuerzas de Defensa de Israel (FDI) para hacer referencia a una campaña militar que llevaron a cabo en el marco del conflicto del sur del Líbano (1985-2000). La operación fue dirigida contra la nación del Líbano durante 16 días, del 11 al 27 de abril de 1996, con el objeto de acabar con los ataques de Hezbolá contra el norte de Israel.

## Desarrollo
Las fuerzas armadas israelíes llevaron a cabo más de 1100 incursiones aéreas, y bombardearon intensamente el Líbano con unos 25 132 proyectiles. Hezbolá, desde sus bases en el sur del Líbano, lanzó 639 cohetes contra municipios del norte de Israel, especialmente la ciudad de Kiryat Shemona. Unidades de Hezbolá participaron en varios enfrentamientos con las tropas israelíes y el Ejército del Sur del Líbano. Un acuerdo de alto el fuego puso fin al conflicto el 27 de abril de 1996.

## Masacre de Mansuri
La Masacre de Mansuri ocurrió el 13 de abril de 1996, cuando un helicóptero militar de las Fuerzas de Defensa de Israel (FDI) atacó una ambulancia en Mansouri, una aldea situada en el Sur del Líbano, matando a dos mujeres y cuatro niños. 

### Ataque
A las 13:30, Abbas Jiha, un granjero y conductor voluntario de ambulancia, conducía un vehículo de la marca Volvo, con la palabra «ambulancia» escrita en rojo. El conductor llevaba a Sidón a los heridos y a cuatro de sus hijos. Un helicóptero de ataque Boeing AH-64 Apache israelí de fabricación estadounidense, persiguió al coche y le disparó dos misiles.

### Masacre
El helicóptero de ataque israelí, mató a seis civiles de los 13 pasajeros que escapaban del pueblo. Las edades de los niños asesinados oscilaban entre los 7 meses y los 9 años.

### Secuelas
Aunque los funcionarios israelíes admitieron que el vehículo fue el objetivo, el general de división Moshé Yalón afirmó que "fue utilizado por los combatientes para huir", pero una investigación independiente realizada por Amnistía Internacional, no encontró conexión entre ninguno de ellos con la milicia chiita Hezbolá. Robert Fisk dijo que Israel violó los Convenios de Ginebra que protegen a los civiles, incluso si están rodeados de "combatientes armados". La ONG israelí B'Tselem calificó a la masacre como "una flagrante violación de las leyes de la guerra".

## Masacre de Qana
El 18 de abril, las Fuerzas de Israel bombardearon una base de tropas de Fiyi que pertenecían a la FINUL -la fuerza de las Naciones Unidas en el Líbano-, donde se habían refugiado cientos de personas que huían de los combates. Fue alcanzada por proyectiles antipersona israelíes que estallaron en el aire lanzando al suelo una lluvia mortífera de metralla. El bombardeo causó la muerte de 118 civiles libaneses y más de 100 heridos.